# Serpents of the Light
Serpents of the Light četvrti je studijski album američkog death metal-sastava Deicide. Album je 20. listopada 1997. godine objavila diskografska kuća Roadrunner Records.

## Popis pjesama
1. "Serpents of the Light" - 3:03
2. "Bastard of Christ" - 2:49
3. "Blame it on God" - 2:45
4. "This Is Hell We're In" - 2:51
5. "I Am No One" - 3:38
6. "Slave to the Cross" - 3:16
7. "Creatures of Habit" - 3:07
8. "Believe the Lie" - 2:51
9. "The Truth Above" - 2:46
10. "Father Baker's" - 3:36

## Zasluge
- Glen Benton – vokali, bas-gitara
- Eric Hoffman – gitara
- Brian Hoffman – gitara
- Steve Asheim – bubnjevi